# Joseph Hartmann Stuntz

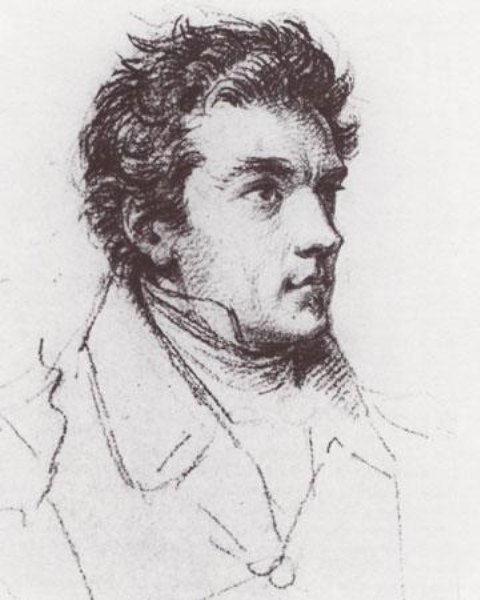
Joseph Hartmann Stuntz, um 1830

Joseph Hartmann Stuntz (* 23. Juli 1792 in Arlesheim bei Basel; † 18. Juni 1859 in München) war ein Schweizer Komponist, Chorleiter und Kapellmeister.

## Musikalischer Werdegang
Joseph Hartmann Stuntz war eines von zwölf Kindern des Schweizer Malers, Kunsthändlers und Lithografen Johann Baptist Stuntz (1753–1847) und seiner Frau Maria Franziska. Seine Schwester war die Malerin Electrina von Freyberg. Die ganze Familie zog 1808 nach München, wo Stuntz zur Münchner Hofkapelle kam. Dort vervollständigte er seine musikalische Ausbildung u. a. von 1813 bis 1816 bei Antonio Salieri in Wien. Von 1816 bis 1818 war er Kapellmeister der italienischen Oper in München, 1824 wurde er Hofoperndirektor und 1825 erster Hofkapellmeister. Er machte sich vor allem als Komponist von Vokalmusik einen Namen: Neben Opern, zahlreichen Liedern und Chören schrieb er vor allem kirchliche Werke und Festmusiken zu den verschiedensten feierlichen Anlässen des Hofes.
Seine Opern hatten – im Gegensatz zu seinen damals beliebten Liedern – nur mäßigen Erfolg, einige Werke wurden im Teatro alla Scala in Mailand uraufgeführt, so La Rappresaglia (1819) und Elvira e Lucindo (1821). Er bearbeitete auch Mozarts Oper La clemenza di Tito und führte diese unter dem Titel Garibaldi, der Agilolfinger im Jahre 1824 auf.
Josef Stuntz starb 1859 im Alter von 65 Jahren in München.

## Grabstätte

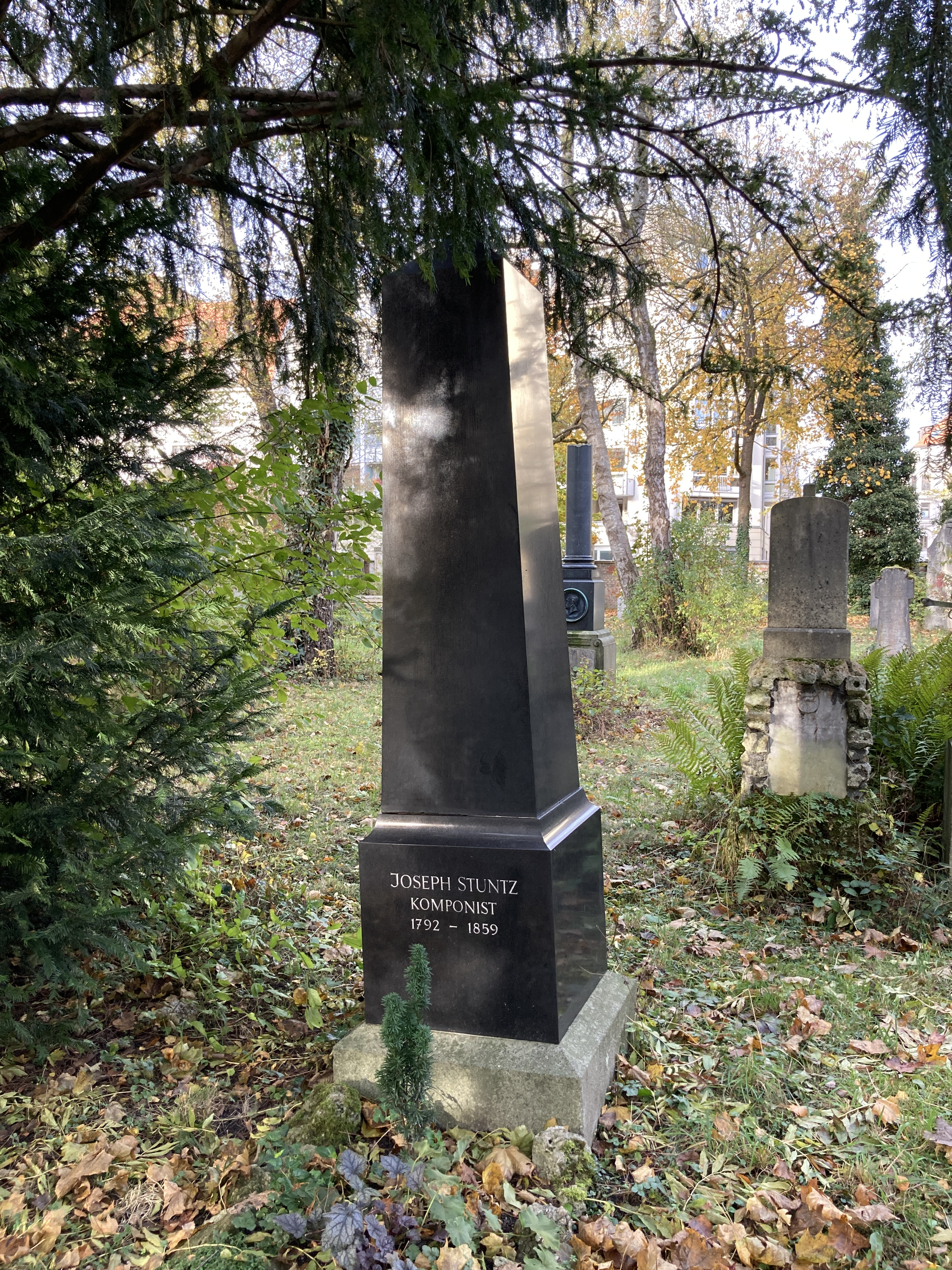
Grab von Josef Stuntz auf dem Alten Südlichen Friedhof in München

Die Grabstätte von Josef Stuntz befindet sich auf dem Alten Südlichen Friedhof in München (Gräberfeld 14 – Reihe 1 – Platz 50) Standort.

## Namensgeber für Straße
Nach Josef Stuntz wurde in München im Stadtteil Parkstadt (Stadtbezirk 13 – Bogenhausen) Stuntzstraße die Stuntzstraße benannt.